# Modřenec arménský
Modřenec arménský (Muscari armeniacum) je druh jednoděložné rostliny z čeledi chřestovité (Asparagaceae). V minulosti byl řazen do čeledi hyacintovité (Hyacinthaceae), případně do čeledi liliovité v širším pojetí (Liliaceae s.l.).

## Popis
Jedná se o asi 15–25 cm vysokou vytrvalou rostlinu s podzemní vejčitou cibulí, která je obalena světle hnědou slupkou, někdy jsou přítomny dceřiné cibulky či výběžky. Listy jsou jen v přízemní růžici, přisedlé. Čepele jsou čárkovité, polooblé, svrchu žlábkovité, asi 5–8 mm široké. Květy jsou v květenstvích, kterým je vrcholový hrozen, který obsahuje asi, za květu je víceméně hustý, za plodu se prodlužuje. Okvětí se skládá z 6 okvětních lístků, které jsou skoro po celé délce srostlé v baňkovitou okvětní trubku, jen nahoře jsou krátké ven vyhnuté cípy bílé barvy. Okvětní trubka je většinou modrá až modrofialová, vejčité válcovitá. Tyčinek je 6, nitky srostlé s okvětní trubkou. Gyneceum je srostlé ze 3 plodolistů, plodem je tobolka.

## Rozšíření
Modřenec arménský roste přirozeně na Balkáně, v Malé Asii až po Kavkaz. Pěstovaný a zplanělý je však ledaskde jinde.

## Rozšíření v Česku
V ČR je to nepůvodní druh, ale je to často pěstovaná okrasná rostlina a občas ze zahrádek i zplaňuje.